# Sundasciurus tenuis
Sundasciurus tenuis — вид гризунів родини Sciuridae. Ця деревна тварина зустрічається в Індонезії, Сінгапурі, Малайзії та Таїланді. Тіло зверху коричневе, знизу світло-сіре. Тіло має розміри приблизно 13–16 см, з трохи коротшим тонким хвостом. Харчується м'якою корою, фруктами та комахами.

## Характеристики
Довжина голови й тулуба становить приблизно 13,8–14,0 сантиметрів, а вага — приблизно 75–82 грами. Хвіст має довжину приблизно 11,3–11,4 сантиметра, тому він трохи коротший за іншу частину тіла, він довгий і тонкий, порівняно з іншими видами роду. Забарвлення спини тварин рівномірно тьмяно-буре з крапками. Черево сіре і складається з волосків з білим або пісочного кольору кінчиком. Тварини блідо-коричневі навколо очей і над вусами, а за вухами зазвичай є бліда пляма.

## Спосіб життя
Про спосіб життя мало даних. Вона веде денний і деревний спосіб життя і, як інші вивірки, живе переважно в первинних і вторинних лісах, але також зустрічається в безлісних і порушених середовищах існування. Він живе як у низинах, так і на великих висотах, хоча у вищих гірських районах Борнео його замінює Sundasciurus jentinki. Харчується в основному корою і комахами, які живуть у стовбурі дерева, а також насінням і плодами.